# Saison PIHA 2007
Navigation
2006 2008
La saison 2007 est la sixième saison de la Professional inline hockey association.
Les Boston Roller Rats sont sacrés champions et remportent la coupe Founders (Founders Cup).